# Northern Dancer
Northern Dancer, född 27 maj 1961 i Oshawa i Ontario i Kanada, död 16 november 1990 i Chesapeake City i Maryland i USA, var ett kanadensiskt engelskt fullblod, mest känd för att vara den första kanadensiska häst som segrat i Kentucky Derby (1964). Han blev sedan en av 1900-talets mest framgångsrika avelshingst. Han anses vara en kanadensisk ikon och valdes in i Canadian Sports Hall of Fame 1965. Han valde in i både Kanadas och USA:s Hall of Fame 1976.

## Karriär
Northern Dancer tävlade mellan 1963 och 1964, och sprang in 580 647 dollar på 18 starter, varav 14 segrar, 2 andraplatser och 2 tredjeplatser. Under sin tävlingskarriär var han aldrig sämre än trea. Han tog karriärens största segrar i Kentucky Derby (1964) och Preakness Stakes (1964). Han segrade även i Summer Stakes (1963), Coronation Futurity Stakes (1963), Remsen Stakes (1963), Flamingo Stakes (1964), Florida Derby (1964), Blue Grass Stakes (1964) och Queen's Plate (1964).
Northern Dancer pensionerades efter säsongen 1964, för att bli avelshingst på Windfields Farm i Oshawa i Ontario i Kanada. Han var en omedelbar framgång när hans första kull nådde tävlingsåldern 1968, och framgången för hans andra kull, som leddes av den engelska Triple Crown-vinnaren Nijinsky, gjorde honom till ett internationellt erkänt namn. Northern Dancer flyttades till Maryland av Windfields Farm, där han blev sin tids mest eftertraktade avelshingstar.

### Död
Northern Dancer pensionerades från avel den 15 april 1987, efter att ha börjat uppleva hjärtproblem och artrit. Han pensionerades på Windfields Farm i Maryland och när gården sedan såldes skrevs en särskild klausul för att garantera hans livslånga rätt att bo där. Den 15 november 1990, vid 29 års ålder, drabbades han av en svår kolik. På grund av sin höga ålder ansågs det att Northern Dancer inte skulle kunna överleva operationen så han avlivades den 16 november 1990. Han lastades i en specialbyggd ekkista och sveptes sedan in i ett täcke som han vunnit under sin tävlingskarriär. Samma dag fördes hans kvarlevor tillbaka till Kanada i en kyld skåpbil för begravning på Windfields Farm i Oshawa, Ontario.